# Respectable
Respectable / When The Whip Comes Down je druhý singl k albu Some Girls rockové skupiny The Rolling Stones vydaný pouze v Evropě. Obě písně byly natočeny v rozmezí let 1977–1978 ve studiích Pathé Marconi v Boulougne-Billancourt nedaleko Paříže.
Singl vyšel 15.9.1978 a ve Velké Británii dosáhl na 23. pozici. Obě písně vyšly na albu Some Girls. Autory obou skladeb jsou Mick Jagger a Keith Richards. K písni Respectable bylo taktéž natočeno promo video.

## Základní informace
A strana
"Respectable" (Jagger / Richards) - 3:07
B strana
"When The Whip Comes Down" (Jagger / Richards) - 4:20